# 徐一夔
徐一夔（1315年—1400年），字大章，浙江天台人。

## 生平
生年不详。出生于天台屯桥东徐村，世代務農，師從儒医胡德完。科场屡试不第。至正八年，隐居於仁和。至正十年，被聘为钱塘侯泮助教，常遊西湖。至正十九年，任嘉兴郡学助教，与宋濂、王祎、刘基等结交，酬唱於南湖、景德寺。元末，翰林学士承旨危素曾推荐官建甯教授，未去赴任。洪武初年（1368年）徵修礼书。洪武六年任教授，官杭州府学教授數十年，“造就儒士勤且广”，與顾仲瑛、牛凉、贝琼、梁寅、朱右等有往來。又召修《大明曆》。书成，特授翰林官，以足疾辭歸。建文二年尚在。卒葬天台护国寺西山。著有《始丰稿》14卷，《艺圃搜奇》18卷，补阙2卷。
徐祯卿的《翦勝野聞》說徐一夔有“光天之下，天生圣人，为世作则”之句，触犯文字狱遭斩，赵翼在《廿二史札记》亦有此說，吴晗的《朱元璋傳》亦沿用此誤，說明朱元璋“以文字疑误杀人”。
学者陈学霖考证，徐一夔在“被杀”的第二年，居然还给人写过墓志铭《故文林郎湖廣房縣知縣齊公墓志銘》，事实是，他平平安安地活到八十多岁，死于建文二年（1400年），在朱元璋去世之后。

## 延伸阅读
[在维基数据编辑]
 《明史卷二百八十五》，出自《明史》